# Formación Green River

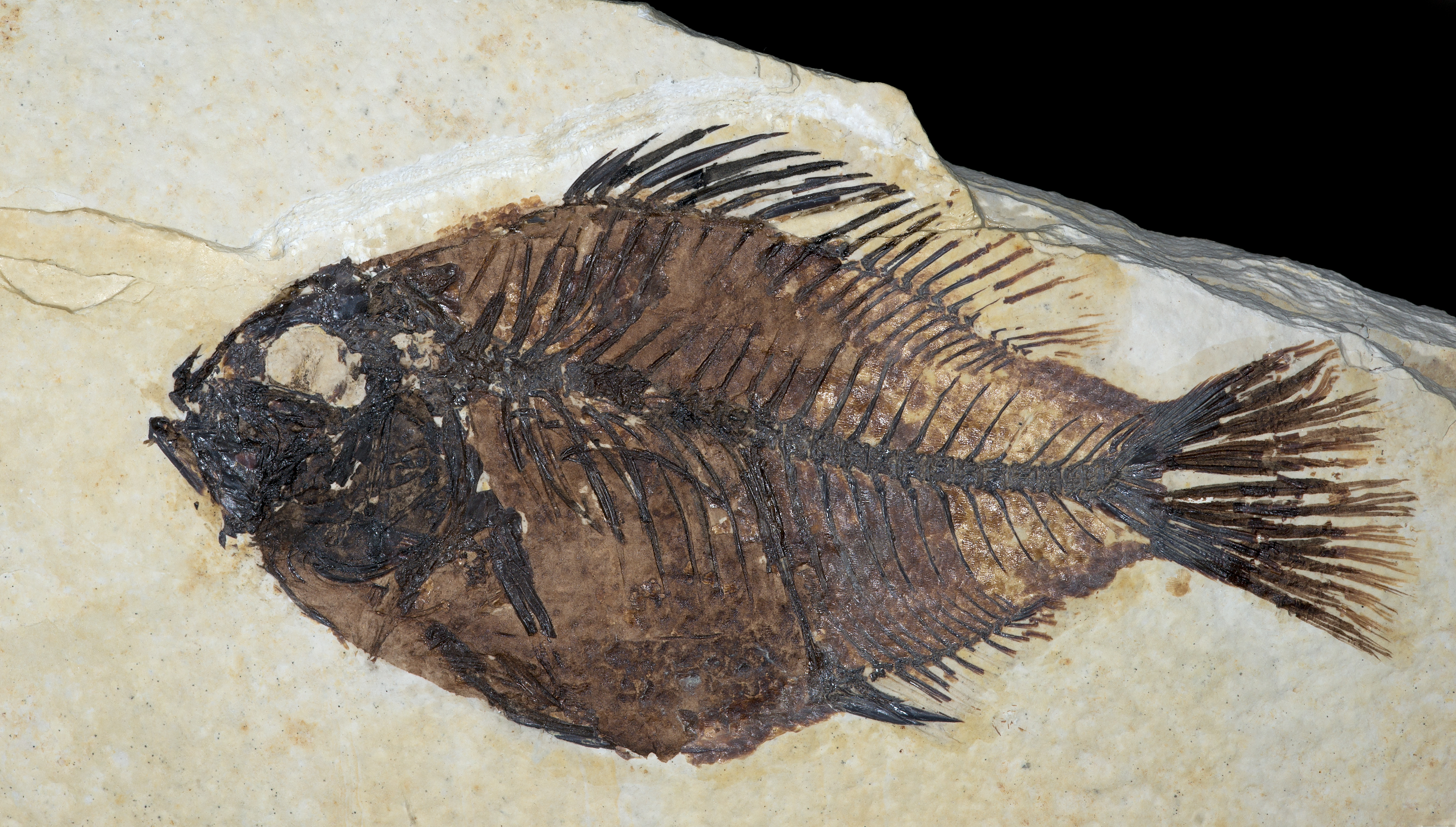
Priscacara liops, pez fósil hallado en la Formación de Green River.

La formación Green River (en inglés, Green River Formation) es una formación geológica del Eoceno que se extiende en la parte norte del estado de Utah, el oeste de Colorado, y el suroeste de Wyoming, en los Estados Unidos. Las capas sedimentarias se formaron en una vasta región de lagos interconectados, y su nombre proviene del río Green, un afluente del río Colorado. La formación se extiende sobre tres cuencas de sedimentación distintas y separadas entre sí alrededor de los montes Uinta, un macizo montañoso situado al noreste de Utah: la zona de menor extensión se encuentra al noroeste de Colorado, al este de los montes Uinta, una segunda zona está situada al noroeste de Wyoming, al norte de Uinta, recibiendo el nombre de «lago Gosiute» y la zona de mayor superficie se encuentra en el límite entre el noreste de Utah y el oeste de Colorado, al sur de los montes Uinta, y se denomina «lago Uinta».

## Litología
Estos lagos intermontañosos del Eoceno se originaron a causa de varios eventos orogénicos en el Cretácico y el Paleógeno. Las cuencas de sedimentación sirvieron, durante el Eoceno, como enormes depósitos de sedimentos que se originaron durante los procesos orogénicos, especialmente durante la formación de las Montañas Rocosas, recibiendo partículas desde todas las direcciones. El levantamiento de los montes Uinta arrojó sedimentos en las cuencas desde el norte, este, y sur, la cordillera Wind River depositó sedimentos en las cuencas desde el norte, varias cordilleras de la cadena montañosa de Colorado contribuyeron desde la región oriental, las montañas San Juan hicieron lo propio desde el sur, y la cordillera Wasatch lo hizo desde el oeste.

## Fósiles
En él se pueden encontrar dos zonas bien diferenciadas de barro limoso muy fino, en los que se conservan una gran diversidad de fósiles completos y detallados. La zona más productiva, la denominada «zona de 18 pulgadas», contiene una gran cantidad de fósiles, entre los que destacan los peces, en una serie de capas laminadas de barro, y representan unos cuatro mil años de depósitos. La segunda zona fosilífera se trata de una zona no laminada de algo menos de dos metros de grosor en la que también se pueden encontrar fósiles muy detallados, aunque su extracción se ve dificultada al no estar dispuesta en láminas separables.